# Qasr Banat
Qasr Banat ("kasteel van het meisje") is een Oud-Romeins centenarium dat deel uitmaakte van de Limes Tripolitanus.
De versterkte boerderij uit de derde eeuw, die een exacte kopie is van het centenarium bij Gheriat esh-Shergia, ligt op een heuveltop ten noorden van de Wadi Nefud, maar had tevens de beschikking over een iets verder naar het westen gelegen bron. De plaats is min of meer continu bewoond gebleven. Het oorspronkelijke centenarium is op een onbekend moment voorzien van een tweede muur, en ook in de omgeving zijn allerlei latere gebouwen te vinden. Het meest opvallende daarvan is het mausoleum (van het zogenaamde tempeltype), dat even oud is als de eigenlijke versterkte boerderij en in de grafkamer is gedecoreerd met vissen. Elders is een antieke steengroeve te zien, terwijl in de wadi nog de restanten liggen van de Romeinse dammen.
Het dal tussen de versterkte boerderij en het graf is nog in gebruik als semipermanent kamp voor nomaden, terwijl bij de bron een graf is voor een moslim-heilige.